# Brotherhood Park
Le Brotherhood Park est un ancien stade de baseball situé à Cleveland en Ohio.
Il est utilisé par les Cleveland Infants en Federal League du 30 avril 1890 au 4 octobre 1890. Les Infants enregistrent 31 victoires pour 30 défaites dans cette enceinte.